# Megaphonia knirschi
Megaphonia knirschi är en skalbaggsart som beskrevs av Paul Norbert Schürhoff 1933. Megaphonia knirschi ingår i släktet Megaphonia och familjen Cetoniidae. Inga underarter finns listade i Catalogue of Life.